# Wearmouth Bridge
Wearmouth Bridge je silniční obloukový most v anglickém městě Sunderland. Je posledním mostem na řece Wear před jejím ústím do Severního moře.
Výstavba prvního mostu Wearmouth Bridge probíhala v letech 1793 - 1796. Po dokončení se stal druhým postaveným litinovým mostem na světě (po Iron Bridge). Most měl jedno rozpětí s délkou 72 m, které bylo nejdelším obloukovým rozpětím na světě. Otevřený byl dne 9. srpna 1796 a jeho výstavba stála 28 tisíc liber. V roce 1805 byl opravován a v letech 1857 - 1859 přestavěn podle návrhu Roberta Stephensona. Po přestavbě byl otevřen v březnu 1859.
Kvůli nárůstu objemu silniční dopravy bylo v 20. letech 20. století rozhodnuto o stavbě nového mostu. Ten byl budován v letech 1928 - 1929 a otevřený byl vévodou z Yorku 31. října 1929. Kvůli přechodu přes řeku byl postaven kolem starého mostu, který byl zničen v roce 1929. Hlavní rozpětí mostu je 114 m a jeho šířka je 15 m. Dnes slouží pro motorová vozidla (silnice A183, A1018), pro cyklisty a chodce.
Hned vedle mostu Wearmouth Bridge se nachází železniční most Monkwearmouth Railway Bridge.